# Gare de Minatogawa
La gare de Minatogawa (湊川駅, Minatogawa-eki) est une gare ferroviaire située à Kobe, dans la préfecture de Hyōgo au Japon. La gare est exploitée par la compagnie Shintetsu.

## Situation ferroviaire
La gare de Minatogawa marque le début de la ligne Shintetsu Arima et la fin de la ligne Shintetsu Kobe Kosoku (les deux lignes sont interconnectées).

## Histoire
La gare est inaugurée le 28 novembre 1928.

## Service des voyageurs

### Accueil
La gare située en souterrain dispose de guichets et des automates pour l'achat de titres de transport. Elle est ouverte tous les jours.

### Desserte
- Ligne Kobe Kosoku :
  - voie 1 : direction Shinkaichi
- Ligne Arima :
  - voie 2 : direction Suzurandai (interconnexion avec la ligne Ao pour Ao), Arima-Onsen et Sanda

### Intermodalité
La station Minatogawa-koen du métro municipal de Kobe (ligne Seishin-Yamate) est en correspondance.